# Alpine A310
La Alpine A310 è un'autovettura sportiva gran turismo prodotta dal 1971 al 1984 (secondo alcune fonti 1985) dalla casa automobilistica francese Alpine (o Alpine-Renault).

## Storia
La A310 fu presentata nel 1971 al salone dell'automobile di Ginevra, intesa come sostituta della A110. Più che rispetto a quest'ultima, però, la A310 voleva anche essere un richiamo alla GT4, una coupé a 2 posti più 2 prodotta fino a fine anni sessanta e con la quale la A310 condivise il telaio; infatti, mentre la A110 era una piccola berlinetta, la A310 (e poi le sue eredi GTA e A610) si posizionava nella categoria delle gran turismo. Ciò costituì uno dei motivi del mancato successo della A310. Essendo percepita come una vettura meno sportiva rispetto alla A110, si rivelò meno attraente per gli appassionati del marchio che l'avevano attesa a lungo, visto che la fabbrica di Dieppe aveva già annunciato con un certo anticipo l'arrivo della nuova vettura.Da ricordare come la nuova vettura venne definita,nella pubblicità ufficiale,come "L'Alpine del padre di famiglia". La A310 fu l'ultima auto immaginata da Jean Rédélé prima di lasciare la Alpine nel 1978.
La A310 proponeva linee completamente nuove rispetto a quelle arrotondate della A110; era stata disegnata da Michel Beligond, ispirandosi alle linee della Monteverdi Hai 450 SS. Era infatti caratterizzata da forme spigolose, secondo lo stile dell'epoca. I proiettori anteriori non erano più tondeggianti e ricoperti da una carenatura sporgente, ma erano rettangolari, a filo con il muso, in 2 blocchi da 3 fari non separati. Posteriormente, il padiglione era anch'esso spigoloso e la coda era caratterizzata da un lunotto semicoperto dalla tipica "tegolatura" presente su alcune sportive dell'epoca, come per esempio le Lamborghini Miura. Tale soluzione venne però presto eliminata. Il look era reso più aggressivo in fiancata dai grossi parafanghi bombati.
Della sua antenata, la A310 riprendeva la meccanica delle ultime versioni (motore posteriore e trazione posteriore), a sua volta ripresa dalla R16. Il motore era un 4 cilindri da 1605 cm³ in grado di erogare una potenza massima di 125 CV a 6.000 giri/min, con una coppia motrice di 144 N·m a 5.000 giri/min, la velocità massima era di 215 km/h. Il dato era leggermente inferiore alla A110 per il maggior peso. Il cambio era a 5 marce ed i freni erano a disco sulle quattro ruote. Questa è stata la prima versione commercializzata ed era siglata 1600 VE.
Proprio le prestazioni inferiori ne limitarono il successo: la vettura non era vista come un'evoluzione della A110, ma come una involuzione. Inoltre nel 1973 la A110, destinata a rimanere in listino fino al 1977, arrivò a vincere il Mondiale Rally e ciò fece sì che l'opinione pubblica si rivolgesse ancor di più a favore della piccola berlinetta degli anni '60.
Nel 1973 la A310 ricevette l'alimentazione ad iniezione elettronica Bosch, già introdotta sulla R17 Gordini, guadagnando linearità di erogazione. La potenza aumentò leggermente (di soli 2 CV), a 127 CV a 6.450 giri/min, con una coppia motrice di 150 N·m a 6.000 giri/min, la velocità massima era di 210 km/h. Questa è stata la seconda versione della 4 cilindri commercializzata ed era siglata 1600 VF.

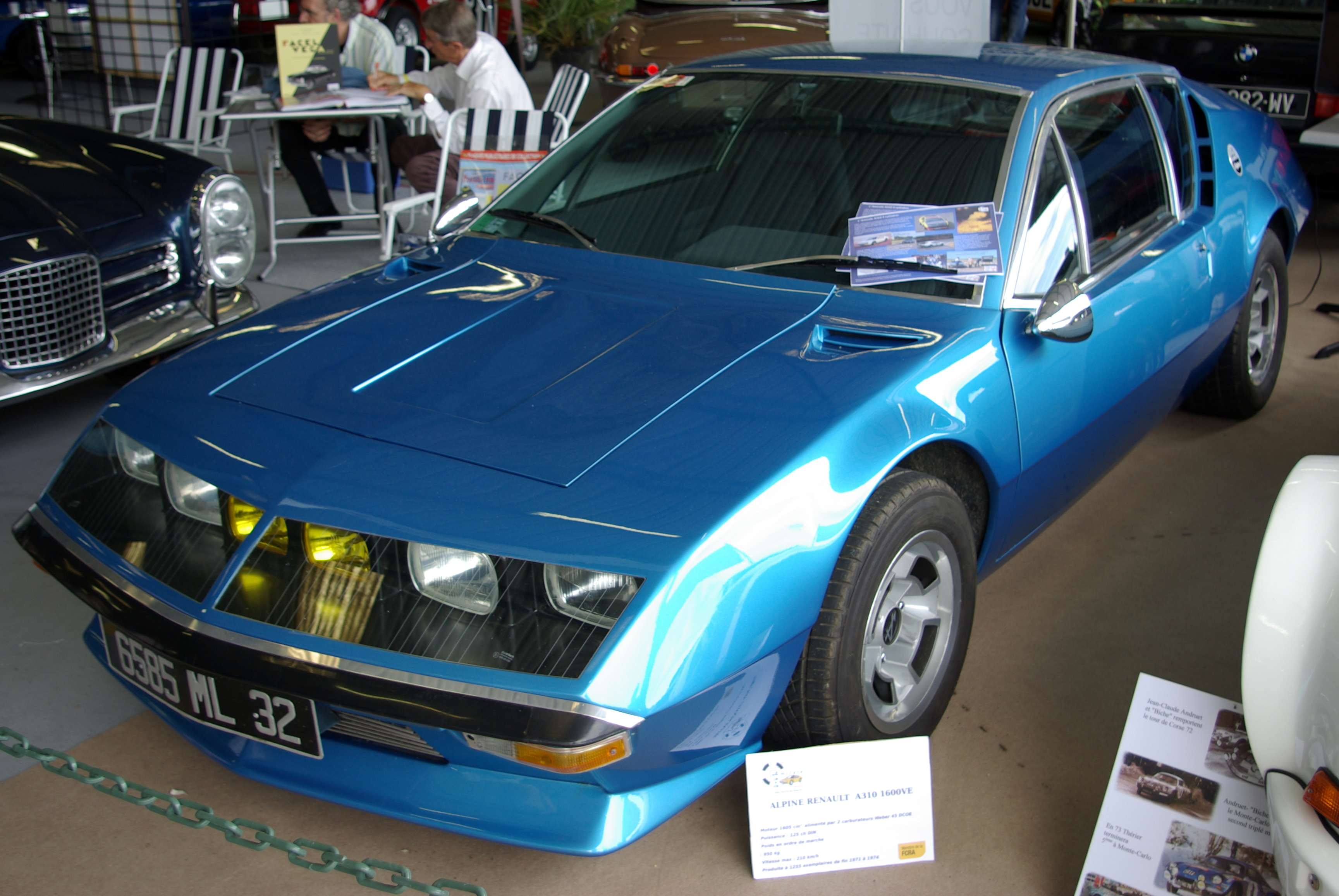
Una Alpine A310 VE, le prese d'aria NACA sono in alto vicino al parabrezza.

Per far fronte alla carenza di vendite, nel 1975 fu proposta anche una versione economica, equipaggiata da un propulsore da 1.647 cm³ e da soli 95 CV (a 6.000 giri/min, con una coppia motrice di 128 N·m a 4.000 giri/min e una velocità massima di 190 km/h), senza peraltro ottenere risultati di vendita adeguati. Questa è stata la terza e ultima versione della 4 cilindri commercializzata ed era siglata 1600 VG.
Una differenza estetica tra queste 3 versioni è il posizionamento delle prese d'aria NACA, nelle versioni a carburatore (VE e VG) esse sono in alto vicino al parabrezza, mentre nella versione a iniezione (VF) esse sono in basso vicino ai fari. La versione VA (V6) non ha prese d'aria sul cofano anteriore o ai lati di esso. Una differenza principale tra la 4 cilindri e la 6 cilindri sono i fari anteriori: nella 4L sono 6 in due blocchi "uniti" da 3, mentre nella V6 sono 4 in due blocchi "distanziati" da 2.
Nel 1976, fu realizzata una versione da corsa, siglata 1800 VC.
La crisi della casa, fece sì che la Renault dovette intervenire ed acquistare interamente la Alpine e prenderne interamente la gestione.
Nel 1976 arrivò un restyling della vettura ad opera di Robert Opron: in particolare un nuovo frontale con i fari separati (in 2 blocchi da 2) e, a posto del troppo piccolo motore di 1,6 litri, venne introdotto il motore PRV V6 da 2.664 cm³, in grado di erogare 150 CV a 6.000 giri/min, con un picco di coppia di 201 N·m a 3.500 giri/min. Questo motore era una rivisitazione del più "tranquillo" V6 da 125 CV della R30. La maggior potenza venne accompagnata dall'adozione dei freni autoventilanti. Questa versione era siglata 2700 VA.
La velocità massima era di 225 km/h, il che la poneva in concorrenza con la Porsche 911 dell'epoca, con la quale condivideva l'architettura costruttiva (motore e trazione posteriore), e con la Porsche 924.
Allo scopo di rilanciare il modello, si tentò anche la strada del ritorno alle competizioni: la A310 riscosse anche diversi successi, come il Campionato di Francia di rally (vinto da Guy Fréquelin nel 1977), il Campionato europeo rallycross (vinto da Herbert Grünsteidl nel 1977) e 2 Campionati di Francia di rallycross (vinti rispettivamente da Jean Ragnotti nel 1977 e da Jean-Pierre Beltoise nel 1979), ma senza tornare a godere di quell'immagine sportiva del passato.
Nel 1980 la A310 V6 fu oggetto di una grande evoluzione meccanica e estetica (2700 VA II versione o fase 2), che prevedeva assetto ruote e cerchi della Renault 5 Turbo, nuovi scudi anteriori e posteriori, ali ingrandite e scudo posteriore con la nuova iscrizione "Renault-Alpine", in luogo della precedente "Alpine-Renault".
Nel 1981 arrivò una versione equipaggiata da un pacchetto "GT", comprendente cerchi maggiorati da 15 pollici ed appendici aerodinamiche più grandi e siglata 2700 VAA Pack GT; questa venne seguita l'anno dopo da una versione denominata Boulogne, equipaggiata dalla nuova evoluzione del PRV, della cilindrata di 2.849 cm³ ed in grado di sviluppare 193 CV di potenza massima.
La A310 uscì di produzione alla fine del 1984, lo stesso anno iniziò la produzione della sua erede: la Alpine GTA.

## Modelli
Versioni di serie
- Alpine A310 1600 VE: dal 1971 al 1974, motore Cléon-Alu a 4 cilindri a 2 carburatori doppio corpo Weber
- Alpine A310 1600 VF: dal 1973 al 1976, motore Cléon-Alu a 4 cilindri a iniezione elettronica Bosch
- Alpine A310 1600 VG: dal 1975 al 1976, motore Cléon-Alu a 4 cilindri a 1 carburatore doppio corpo Weber, «versione meno cara»
- Alpine A310 2700 VA: dal 1976 al 1984, motore PRV a 6 cilindri a 2 carburatori, uno monocorpo e uno doppio corpo Solex

Versioni modificate
- A310 V6 2700 VAA Pack GT: nel 1981 la Alpine propone un kit carrozzeria derivato da quello della versione da competizione gruppo 4, ma senza nessuna modifica al motore.
- A310 V6 Boulogne: nel 1982 Bernard Pierangeli – all'epoca direttore del Centro Alpine di Boulogne-Billancourt – realizza la versione Boulogne con un nuovo motore da 2,8 litri alimentato da due carburatori triplo corpo Weber, esso sviluppava 193 CV (142 kW) e spingeva l'auto a 235 km/h; anche la carrozzeria era modificata tramite il Pack GT.

Versioni da competizione (gr. 4 e gr. 5)
- A310 1800 VC: con motore Renault-Gordini da 1.774 cm³, a 2 carburatori o a iniezione, erogante più di 200 CV (147 kW) tra 7.500 e 8.000 giri al minuto e con una coppia massima di 19,5 kg⋅m (191,2 N⋅m) tra 6.500 e 7.000 giri/min; 15 esemplari furono realizzati nel 1976.[14]
- A310 V6 GR IV

## Produzione
| Modello Anni | 1600 VE | 1600 VF | 1600 VG | 2700 VA (I ver.) | 2700 VA (II ver.) | 2700 VAA (Pack GT) | 2700 VA (Boulogne) | Totale |
| ------------ | ------- | ------- | ------- | ---------------- | ----------------- | ------------------ | ------------------ | ------ |
| 1971         | 120     |         |         |                  |                   |                    |                    | 120    |
| 1972         | 575     |         |         |                  |                   |                    |                    | 575    |
| 1973         | 434     | 234     |         |                  |                   |                    |                    | 668    |
| 1974         | 128     | 216     |         |                  |                   |                    |                    | 444    |
| 1975         |         | 206     | 100     |                  |                   |                    |                    | 306    |
| 1976         |         | 43      | 286     | 140              |                   |                    |                    | 869    |
| 1977         |         |         |         | 1.220            |                   |                    |                    | 1.220  |
| 1978         |         |         |         | 1.216            |                   |                    |                    | 1.216  |
| 1979         |         |         |         | 1.381            |                   |                    |                    | 1.381  |
| 1980         |         |         |         | 1.138            |                   |                    |                    | 1.138  |
| 1981         |         |         |         |                  | 1.284             | 1.284              | 1.284              | 1.284  |
| 1972         |         |         |         |                  | 1.095             | 1.095              | 1.095              | 1.095  |
| 1983         |         |         |         |                  | 1.139             | 1.139              | 1.139              | 1.139  |
| 1984         |         |         |         |                  | 663               | 663                | 663                | 663    |
| Totale       | 1.255   | 699     | 386     | 5.095            | 4.181             | 4.181              | 4.181              | 11.616 |
| TOTALE       | 2.340   | 2.340   | 2.340   | 9.276            | 9.276             | 9.276              | 9.276              | 11.616 |
| Modello      | 1600 VE | 1600 VF | 1600 VG | 2700 VA (I ver.) | 2700 VA (II ver.) | 2700 VAA (Pack GT) | 2700 VA (Boulogne) | Totale |

### Numeri di serie
La Alpine A310 dovrebbe essere stata prodotta fino alla fine del 1984, ma la commercializzazione è continuata durante il 1985; ciò dovrebbe spiegare le differenze entro le cifre della tabella precedente e quelle della tabella successiva. Diverse fonti sono concordi nelle cifre della produzione, ovvero 11.616 esemplari, di cui 2.340 L4 e 9.276 V6; tuttavia le cifre non concordano perfettamente se si comparano gli esemplari per anni di produzione e i numeri di serie per anno.
| Anno | Modello       | Numeri di serie                               |
| ---- | ------------- | --------------------------------------------- |
| 1971 | 1600 VE       | 0001-0010                                     |
| 1972 | 1600 VE       | 0011-0550                                     |
| 1973 | 1600 VE       | 0551-1200                                     |
| 1974 | 1600 VF       | 21185-21750                                   |
| 1975 | 1600 VF       | 21751-22016                                   |
| 1976 | 1600 VF       | 22017-22142                                   |
| 1976 | 1800 VC       | 231xx-231xx (15 esemplari da competizione)    |
| 1976 | 1600 VG       | 40000-40386                                   |
| 1977 | 2700 VA       | 43015-43795                                   |
| 1978 | 2700 VA       | 3796-45089                                    |
| 1979 | 2700 VA       | 45090-46355 (V6 e V6 gr. 4)                   |
| 1980 | 2700 VA       | 46356-47683                                   |
| 1981 | 2700 VA       | 47710-48847                                   |
| 1982 | 2700 VA       | 48848-49960 (V6 e Boulogne)                   |
| 1983 | 2700 VA e VAA | 49961-52093 (V6, V6 Pack-GT e Boulogne)       |
| 1984 | 2700 VA e VAA | E0000001-E0001781 (V6, V6 Pack-GT e Boulogne) |
| 1985 | 2700 VA e VAA | F0000324-F0001874 (V6, V6 Pack-GT e Boulogne) |

### Identificazione
Sul corpo vettura veniva punzonata una targhetta ovale che, oltre al tipo e al numero di serie del veicolo, riportava un codice di 3 cifre che identificava il tipo di allestimento, relativo al Paese cui era destinato:
- 100 Francia
- 101 Belgio
- 102 Italia
- 103 Paesi Bassi
- 120 Germania
- 123 Svizzera
- 203 Messico
- 267 Spagna e Portogallo

## Caratteristiche tecniche
| Motore posteriore                     | Cléon-Alu 844 – 4 cilindri in linea (4L) – 8 valvole                                                                                  | Cléon-Alu 844-34 – 4 cilindri in linea (4L) – 8 valvole                                                                               | Cléon-Alu 843-01 – 4 cilindri in linea (4L) – 8 valvole                                                                               | PRV – 6 cilindri a V (V6) – 12 valvole                                                                                                | PRV – 6 cilindri a V (V6) – 12 valvole                                                                                       | PRV – 6 cilindri a V (V6) – 12 valvole                                                                                       | PRV – 6 cilindri a V (V6) – 12 valvole                                                                                       |                          |                          |                          |
| Alesaggio×corsa (mm)                  | 78×84 | 79×84 | 78×84 | 88×73 | 88×73 | 88×73 | |                          |                          |                          |
| Cilindrata (cm³)                      | 1.605 | 1.605 | 1.647 | 2.664 | 2.664 | 2.664 | 2.849 |                          |                          |                          |
| Potenza (a giri/min)                  | 125 CV (92 kW) a 6.000 giri/min | 127 CV (93 kW) a 6.450 giri/min | 95 CV (70 kW) a 6.000 giri/min | 150 CV (110 kW) a 6.000 giri/min | 150 CV (110 kW) a 6.000 giri/min                                                                                             | 150 CV (110 kW) a 6.000 giri/min                                                                                             | 193 CV (142 kW) |                          |                          |                          |
| Coppia (a giri/min)                   | 14,7 kg⋅m (144,2 N⋅m) a 4.500 giri/min                                                                                                | 15 kg⋅m (147,1 N⋅m) a 5.000 giri/min                                                                                                  | 13,1 kg⋅m (128,5 N⋅m) a 4.000 giri/min                                                                                                | 20,5 kg⋅m (201,0 N⋅m) a 3.500 giri/min                                                                                                | 20,5 kg⋅m (201,0 N⋅m) a 3.500 giri/min                                                                                       | 20,5 kg⋅m (201,0 N⋅m) a 3.500 giri/min                                                                                       | |                          |                          |                          |
| Distribuzione                         | 1 albero a camme laterale | 1 albero a camme laterale | 1 albero a camme laterale | 2 alberi a came in testa | 2 alberi a came in testa | 2 alberi a came in testa | 2 alberi a came in testa | 2 alberi a came in testa | 2 alberi a came in testa | 2 alberi a came in testa |
| Alimentazione                         | 2 carburatori doppio corpo Weber | iniezione elettronica Bosch | 1 carburatore doppio corpo Weber | 2 carburatori, 1 doppio e 1 monocorpo Solex                                                                                           | 2 carburatori, 1 doppio e 1 monocorpo Solex                                                                                  | 2 carburatori, 1 doppio e 1 monocorpo Solex                                                                                  | 2 carburatori triplo corpo Weber                                                                                             |                          |                          |                          |
| Rapporto di compressione              | 10,25:1 | 10,25:1 | 9,25:1 | 10,1:1 | 10,1:1 | 10,1:1 | |                          |                          |                          |
| Cambio                                | manuale a 5 rapporti | manuale a 5 rapporti | manuale a 5 rapporti | manuale a 4 rapporti | manuale a 5 rapporti | manuale a 5 rapporti | manuale a 5 rapporti |                          |                          |                          |
| Catalizzatore                         | no | no | no | no | no | no | no |                          |                          |                          |
| Velocità max (km/h)                   | 215 | 210 | 190 | 225 dichiarati dalla Casa | 225 dichiarati dalla Casa | 225 dichiarati dalla Casa | 235 |                          |                          |                          |
| Accelerazione (0-100km/h e 1 km)      | | | | | | | |                          |                          |                          |
| Aerodinamica (CX e SCX in m²)         | 0,28 0,48 | 0,30 0,51 | 0,30 0,51 | 0,30 0,51 | 0,30 0,51 | 0,30 0,51 | 0,30 0,59 |                          |                          |                          |
| Sospensioni (avanti e dietro)         | ruote indipendenti, leve triangolari trapezoidali e molle elicoidali, barra stabilizzatrice, due ammortizzatori idraulici telescopici | ruote indipendenti, leve triangolari trapezoidali e molle elicoidali, barra stabilizzatrice, due ammortizzatori idraulici telescopici | ruote indipendenti, leve triangolari trapezoidali e molle elicoidali, barra stabilizzatrice, due ammortizzatori idraulici telescopici | ruote indipendenti, leve triangolari trapezoidali e molle elicoidali, barra stabilizzatrice, due ammortizzatori idraulici telescopici | derivate dalla Renault 5 Turbo, ruote indipendenti, stabilizzatore trasversale, barra antirollio, ammortizzatori telescopici | derivate dalla Renault 5 Turbo, ruote indipendenti, stabilizzatore trasversale, barra antirollio, ammortizzatori telescopici | derivate dalla Renault 5 Turbo, ruote indipendenti, stabilizzatore trasversale, barra antirollio, ammortizzatori telescopici |                          |                          |                          |
| Freni (avanti e dietro)               | 2 dischi ventilati (254 mm) 2 dischi pieni (228 mm)                                                                                   | 2 dischi pieni (254 mm) 2 dischi pieni (228 mm)                                                                                       | 2 dischi pieni (254 mm) 2 dischi pieni (228 mm)                                                                                       | 2 dischi ventilati 2 dischi pieni | 2 dischi ventilati 2 dischi pieni                                                                                            | 2 dischi ventilati 2 dischi pieni                                                                                            | |                          |                          |                          |
| Pneumatici e cerchi (avanti e dietro) | Michelin XAS FF 165/80 - 13″ 185/80 - 13″                                                                                             | Michelin XAS FF 165/70 - 13″ 185/70 - 13″                                                                                             | Michelin XAS FF 165/70 - 13″ 165/70 - 13″                                                                                             | Michelin XDX 185/70 - 13″ 205/70 - 13″                                                                                                | Michelin TRX 190/55 - 13″ 220/55 - 14″                                                                                       | 225″ - 15″ 285 - 15″ | 225″ - 15″ 285 - 15″ |                          |                          |                          |
| Lunghezza (mm)                        | 4.180 | 4.180 | 4.180 | 4.180 | 4.250 | | |                          |                          |                          |
| Larghezza (mm)                        | 1.620 | 1.620 | 1.620 | 1.640 | 1.640 | | |                          |                          |                          |
| Altezza (mm)                          | 1.150 | 1.150 | 1.150 | 1.150 | 1.150 | 1.150 | 1.150 |                          |                          |                          |
| Passo (mm)                            | 2.270 | 2.270 | 2.270 | 2.270 | 2.270 | 2.270 | 2.270 |                          |                          |                          |
| Avanti (mm)                           | 1.383 | 1.383 | 1.383 | 1.404 | | | |                          |                          |                          |
| Dietro (mm)                           | 1.410 | 1.410 | 1.410 | 1.430 | | | |                          |                          |                          |
| Peso (kg)                             | 840 | 840 | 825 | 980 | 980 | | |                          |                          |                          |
| Modello                               | 1600 VE | 1600 VF | 1600 VG | 2700 VA (I ver.) | 2700 VA (II ver.) | 2700 VAA (Pack GT) | 2700 VA (Boulogne) |                          |                          |                          |

## Palmarès

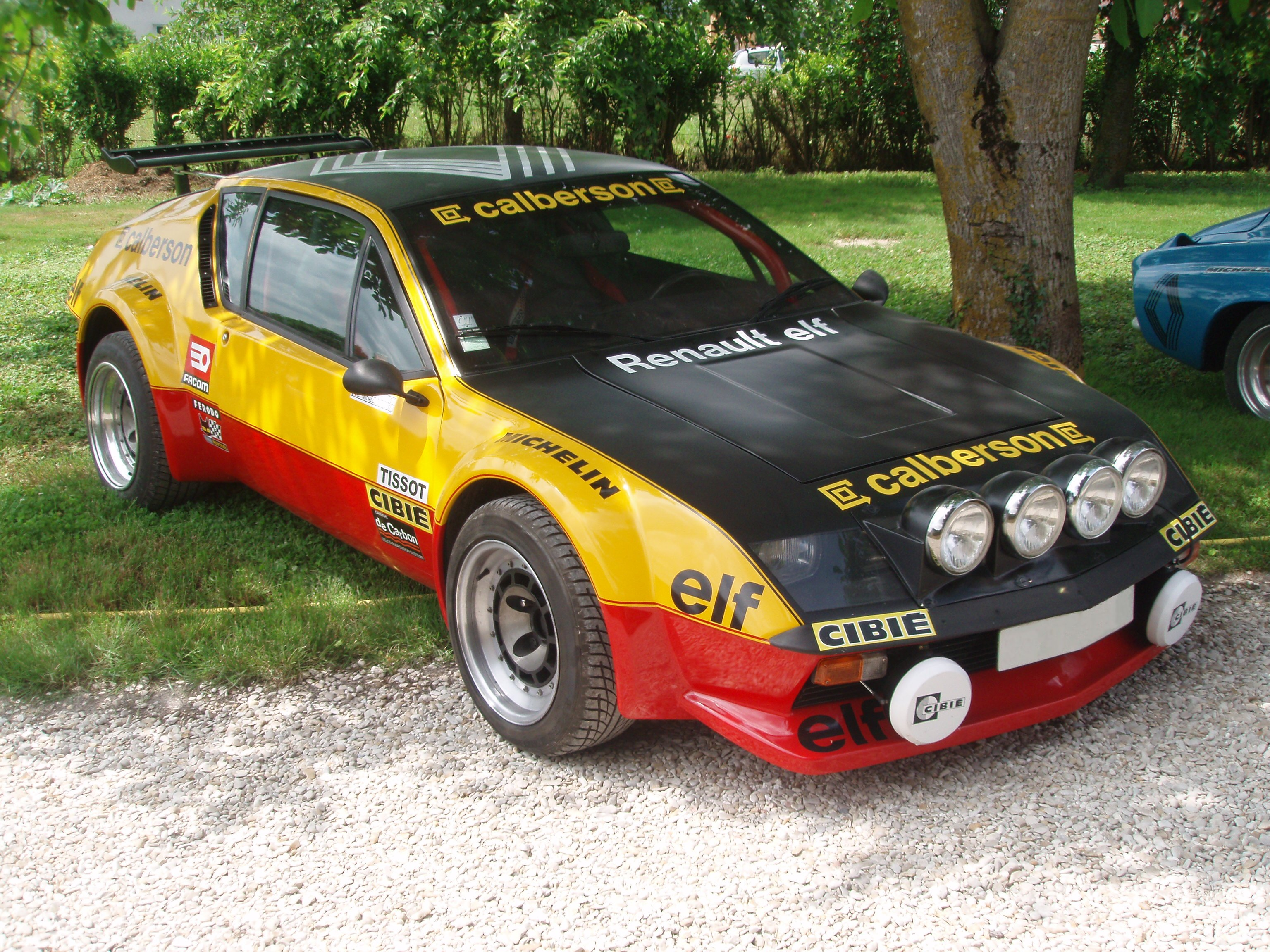
Una Alpine A310 V6 "Calberson" da competizione.

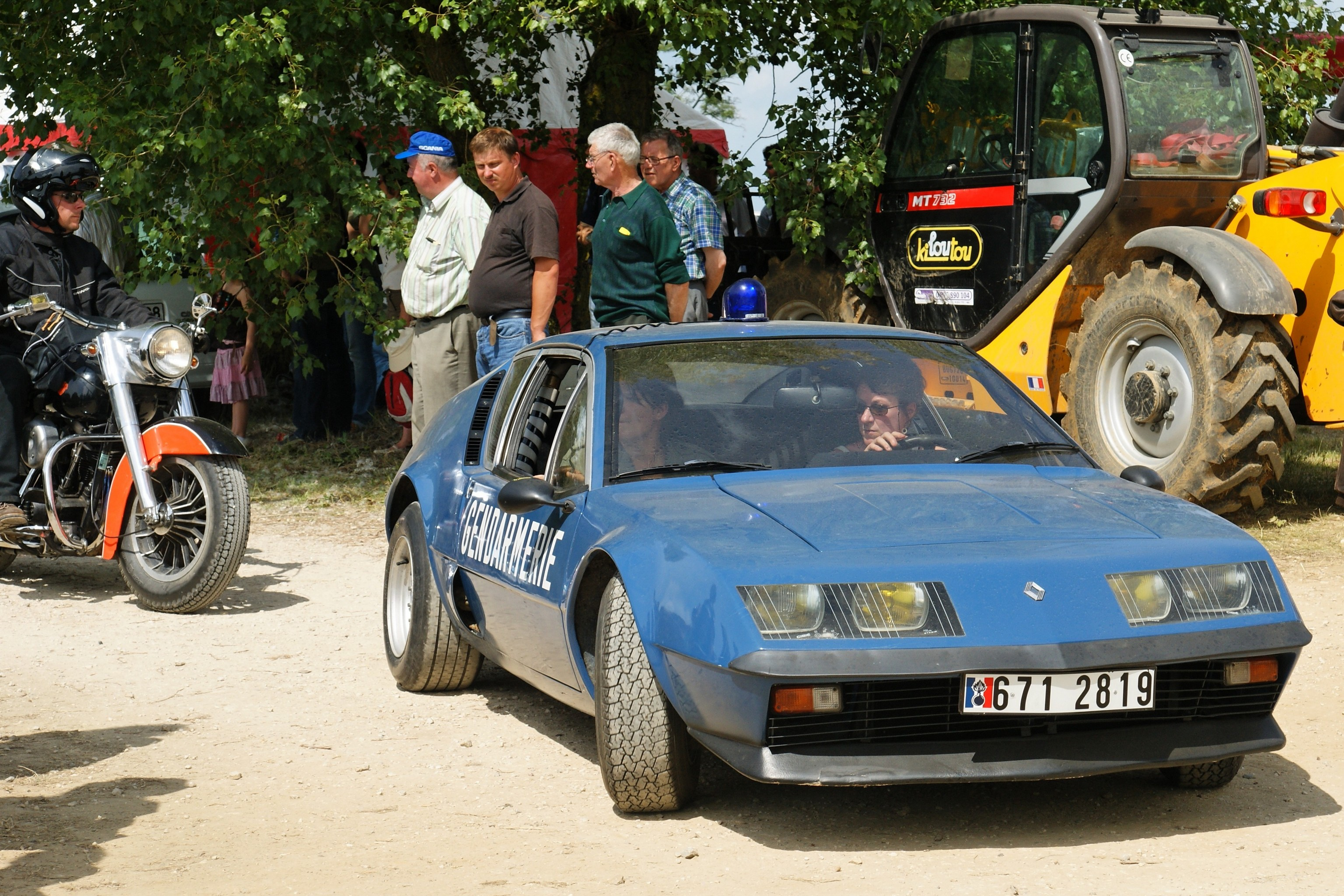
Una Alpine A310 V6 della "Brigade rapide d'intervention" della Gendarmerie nationale.

La Alpine A310, sia in versione 4 cilindri che in versione 6 cilindri, sia come gruppo 4 che come gruppo 5, ha partecipato a diverse corse di rallycross e rally, nel solco della tradizione della Alpine A110; pur non riuscendo a ottener un palmarès migliore della sua antenata, la A310 ha riportato diverse vittore e in particolare il Campionato di Francia di rally nel 1977.
Inoltre la "Alpine A310 GTP" di Bernard Decure ha partecipato alla 24 Ore di Le Mans 1977; l'auto nº 87 – condotta da Bernard Decure, Jean-Luc Thérier e Jacky Cauchy – ha abbandonato la corsa al 137º giro (17ª ora), si è classificata al 29º posto nella classifica generale e al 4º posto nella sua categoria GTP.

### Rallycross
- 1977: Campionato di Francia di rallycross (Jean Ragnotti / A310 V6)
- 1977: Campionato europeo rallycross (Herbert Grünsteidl / A310 16V e V6)
- 1979: Campionato di Francia di rallycross (Jean-Pierre Beltoise / A310 1600)

### Rally
- 1974: Ronde du Vercors(-Vivarais) (Bernard Darniche / A310 1800)
- 1975: 2 vittorie nel Campionato di Francia di rally
  - Ronde cévenole (Jean-Luc Thérier / A310 1800 VC Gr. 4/5)
  - Rallye Vercors-Vivarais (Jean-Luc Thérier / A310 1800 VC Gr. 4/5)
- 1976: 2 vittorie nel Campionato di Francia di rally
  - Rallye de la Châtaigne (Christine Dacremont / A310 gr. 5)
  - Rallye du Var (Guy Fréquelin / A310 V6)
- 1976: Rallye des Ardennes (Christine Dacremont / A310 gr. 5)
- 1977: 10 vittorie su 17 prove e titolo di CAMPIONE DI FRANCIA (pilota Guy Fréquelin e copilota Jacques Delaval / A310 V6)
  - Critérium Neige et Glace (Guy Fréquelin / A310 V6)
  - Ronde de la Giraglia (Guy Fréquelin / A310 V6)
  - Ronde d'Armor (Guy Fréquelin / A310 V6)
  - Critérium Jean Behra (Guy Fréquelin / A310 V6)
  - Critérium de Touraine (Guy Fréquelin / A310 V6)
  - Rallye du Limousin (Guy Fréquelin / A310 V6)
  - Rallye de la Châtaigne (Guy Fréquelin / A310 V6)
  - Critérium des Cévennes (Guy Fréquelin / A310 V6)
  - Ronde du Vercors(-Vivarais) (Guy Fréquelin / A310 V6)
  - Rallye du Var (Guy Fréquelin / A310 V6)
- 1977: Rallye du Mont-Blanc (Bernard Béguin / A310 1800)
- 1979: Rallye des Vosges (Pierre Mény / A310 V6)
- 1979: Rallye du Rhin (Pierre Mény / A310 V6)
- 1980: Rallye des Vosges (Pierre Mény / A310 V6)
- 1980: Ronde du Point d'Alençon (Christian Coeuille / A310 V6)
- 1981: Tour de l'Aisne (Christian Coeuille / A310 V6)
- 1981: Ronde d'Armor (Christian Coeuille / A310 V6)
- 1981: Rallye Jeanne d'Arc (International) (Christian Coeuille / A310 V6)
- 1982: 6 Heures de Visé, Ronde Visé-Aubel (Christian Coeuille / A310 V6)